# بهره‌برداری از زنان در رسانه‌های جمعی
بهره‌برداری از زنان در رسانه‌های جمعی به استفاده از زنان در رسانه‌های گروهی (مثل تلویزیون، فیلم و تبلیغات) گفته می‌شود.

## انتقادها از رسانه‌ها

### تبلیغات
رابرت جنسن، سوت جهالی و سایر منتقدان رسانه‌های گروهی را به استفاده از سکس برای تبلیغات محکوم می‌کنند تا از طریق شی‌انگاری زنان بتوانند کالاها و خدمات خود را به فروش برسانند. اروینگ گافمن در کتاب خود با نام «تبلیغات جنسیتی» تلاش کرد تا راه‌های مخفی را که رسانه‌های جمعی از مردانگی و زنانگی می‌سازند برملا کند، او با پرداختن به جزئیات بیش از ۵۰۰ آگهی تبلیغاتی نشان داد رابطه بین زن و مرد به صورت رابطه والد فرزندی به نمایش گذاشته می‌شود که در آن مرد قدرت دارد و زن مطیع است.